# Небојша Стефановић
Небојша Стефановић (Београд, 20. новембар 1976) српски је политичар. Бивши је министар одбране Србије и бивши Потпредседник Владе Србије. Био је председник Градског одбора Београд Српске напредне странке.
Његов досадашњи мандат био је председник Народне скупштине Србије од јула 2012. до априла 2014. године. Поред тога, обављао је функцију министра унутрашњих послова Србије у периоду од априла 2014. до октобра 2020. године.
Политичку каријеру започео је у Српској радикалној странци (СРС), док је 2008. године био један од оснивача Српске напредне странке (СНС). Стефановић је доктор економских наука, што је изазвало контроверзе и оспоравање валидности академске титуле због наводног плагирања.

## Детињство, младост и образовање
Небојша Стефановић је рођен 20. новембра 1976. године у Београду. Одрастао је на Новом Београду, где је завршио основну школу и Девету гимназију „Михаило Петровић Алас”. Дипломирао је на Факултету за пословне студије Мегатренд универзитета. Магистрирао је економију на одбрани магистарске тезе „Савремени принципи менаџмента у локалној самоуправи” 2011. године. Такође, у јуну 2013. године докторирао је економију са тезом „Нова улога стратегијског менаџмента у управљању локалном самоуправом”.
Пословну каријеру је започео 2004. године у предузећу за спољну и унутрашњу трговину Interspeed Ltd. на позицији директора маркетинга. Године 2008. прелази на дужност заменика финансијског директора у предузећу Јабука.
Небојша Стефановић говори енглески и руски језик. Разведен је и има двоје деце.

## Политичка каријера
Стефановић се политиком бави више од 25 година. Политичку каријеру је започео у Српској радикалној странци (СРС). Један је од оснивача Српске напредне странке (СНС), члан Председништва и председник Градског одбора Београд Српске напредне странке од 2008. до 2021. године. Као председник Градског одбора остварио је значајне успехе заједно са својим тимом. На изборима за одборнике Скупштине града Београда 2014. СНС је дошла на власт са 43,62% гласова, док је на изборима 2018. поново победила са 44,99% гласова.
Од оснивања СНС до њене четврте седнице (одржане 2016) био је потпредседник Главног одбора СНС.

### Народни посланик
Као представник СРС, био је одборник у Скупштини града Београда у периоду 2004—2008. године. На парламентарним изборима 2007. године биран је за посланика у Народној скупштини Србије, а обављао је и дужност председника Одбора за трговину и туризам Народне скупштине Србије.
На парламентарним изборима 2012. године, као представник СНС, поново је изабран за посланика у Народној скупштини Србије и одборника у Скупштини града Београда.

### Председник Народне скупштине
Небојша Стефановић је од јула 2012. до априла 2014. године био председник Народне скупштине Србије, као и председник Одбора за права детета. Такође, био је шеф делегације Народне скупштине Републике Србије у Интерпарламентарној унији.
За време свог мандата као председник Народне скупштине, остао је познат по својој борби и залагању за труднице и мајке. На његов предлог, усвојен је Закон о остваривању права на здравствену заштиту деце, трудница и породиља. Такође, покренуо је и познату акцију „Приоритет за децу и труднице”, која постоји и данас.

### Потпредседник Владе и министар унутрашњих послова
На парламентарним изборима 2014. године, именован је за министра унутрашњих послова, а након парламентарних избора 2016. године реизабран је на ту функцију и именован за потпредседника Владе, где остаје и након реконструкције Владе 2017. године.
У току његовог министарског мандата, извршени су бројни реформски процеси у Министарству унутрашњих послова. Једна од бројних личних иницијатива Стефановића као министра унутрашњих послова, била је увођење програма „Основи безбедности деце” у прве, четврте и шесте разреде у све школе у Србији, са жељом да деца већ на раном узрасту буду едукована о свим изазовима и опасностима којима могу бити изложена, и како да се са њима изборе.
Први је министар који је покренуо иницијативу за изградњу споменика палим полицајцима у Београду.
Поред тога, обављао је функцију председника Савета за борбу против трговине људима, команданта Републичког штаба за ванредне ситуације, председника Националног савета за спречавање негативних појава у спорту, као и председника Координационог тима за усмеравање активности у борби против прања новца и финансирања тероризма. Од 07. новембра 2018. године обавља дужност секретара Савета за националну безбедност.

### Потпредседник Владе и министар одбране
Народна скупштина Србије изабрала је 28. октобра 2020. нову Владу Србије на челу са председницом Владе, Аном Брнабић. Новоизабрани министар одбране Небојша Стефановић преузео је 29. октобра 2020. функцију од досадашњег министра Александра Вулина.
У мају 2021. године општински одбори СНС почели су да гласају о смени Стефановића са страначких и државних функција.

## Контроверзе

### Контроверза о докторату
Група српских академика са седиштем у Уједињеном Краљевству објавила је 1. јуна 2014. чланак у којем тврди да су делови докторске дисертације Стефановића плагирани.
У јуну 2014. године Сенат Мегатренд универзитета формирао је Комисију са дневним редом за оцену меритума за покретање поступка за поништење Стефановићевог доктората. Сенат Универзитета је потом усвојио извештај Комисије у коме се наводи да нема основа за покретање поступка за поништавање доктората Стефановићу. У августу 2014. године Сенат је формирао још једну независну Комисију која је касније једногласно донела одлуку да нема основа за покретање поступка за поништавање доктората Стефановићу.

### Наводи о трговини оружјем
У писму ГИМ-а од 27. априла 2017. упућеном Крушику наведена су имена три представника ГИМ-а и три радника Раниад Ал Џезира који су посетили фабрику оружја како би прегледали и узели наручено оружје. Међу представницима ГИМ-а био је и Бранко Стефановић, отац Небојше Стефановића.
Према документима које је објавио узбуњивач Александар Обрадовић (упосленик фабрике муниције у Крушику), Бранко Стефановић био је умешан у куповину минобацачких граната по повлашћеним ценама од Крушика.